# Maximilian Schönowsky von Schönwies
Maximilian Schönowsky von Schönwies (* 9. Juni 1867 in Teschen; † 5. Mai 1925 in Oberschützen) war ein österreichischer Offizier und Schriftsteller.

## Biografie
Sein Vater war Adalbert Schönowsky von Schönwies (1826–1891). Er besuchte von 1877 bis 1881 die Militärunterrealschule in Güns, 1881/82 die Marineakademie Fiume und 1884–86 die Pionierkadettenschule in Hainburg an der Donau, trat jedoch wegen mangelnden Erfolgs 1886 in die Infanterie-Kadettenschule in Prag über. Im folgenden Jahr trat er in den Dienst des Infanterie-Regimentes Nr. 55 und wurde 1893 zum Leutnant befördert, 1896 Oberleutnant, 1906 Hauptmann 2. Klasse, 1909 1. Klasse, 1915 Major, 1917 Oberstleutnant und trat 1920 als Tit.Obst. in Rente. Anfänglich hemmten Leichtsinn und Unüberlegtheit seine Karriere, dieses änderte sich jedoch im Laufe der Zeit.
1897–99 war er als (Zivil)Adjunkt bei der Justizanstalt Garsten tätig und bereitete sich in der Zeit privat auf die Schlussprüfung der k.u.k. Kriegsschule in Wien vor, wurde aber nicht zugelassen. 1900 legte er dann jene des Subalternoffiziers-Kurses für die k.k. Landwehr ab und kam zum Infanterie-Regiment Nr. 19. Außer im Truppendienst fand er in der Folge als Lehrer für deutsche Sprache, Schieß- und Waffenwesen an Militärerziehungs- und Bildungsanstalten Verwendung. Seit 1909 beim Landwehr-Infanterie-Regiment Nr. 1, wurde er 1911 als Konzeptsoffizier in das k.k. Ministerium für Landesverteidigung transferiert. Er kehrte bei Ausbruch des Ersten Weltkriegs wieder zur Truppe zurück und stand vom November 1914 an im Felddienst, unterbrochen nur durch eine circa drei Monate währende Tätigkeit im k.u.k. Kriegspressequartier 1915 in Wien. Zunächst kämpfte er an der Ostfront, so am San, bei Krakau, in der Schlacht von Gorlice-Tarnów, bei der Wiedereinnahme Lembergs usw., geriet allerdings mit dem von ihm kommandierten Schützenregiment Nr. 1 nach dem russischen Durchbruch bei Olyka-Luzk im Juni 1916 ins Kreuzfeuer der Kritik. Im Verlauf des von ihm selbst angestrengten gerichtlichen Verfahrens konnte er sich jedoch rechtfertigen. Im folgenden Jahr wurde er mit seiner Einheit an die italienische Front verlegt, wo er an der Piavefront operierte. Im Frühjahr 1918 erhielt er aber den Auftrag zur Erstellung der Geschichte seines Regimentes und wurde damit vom Frontdienst freigestellt.
In seiner Frühzeit von eher leichterer Lebensauffassung, bewährte er sich später als vorzüglicher Truppenoffizier und schuf einige nützliche Behelfe für die Armee.

## Schriftsteller
Schönowsky war von Jugend auf an Literatur interessiert. Ab den 1890er Jahren befasste er sich mit militärwissenschaftlichen Untersuchungen und galt als angesehener Fachschriftsteller. Infolge des Zusammenbruchs der Doppelmonarchie vollendete er zwar die Gesamtdarstellung der Geschichte seines Regiments nicht mehr; mit seiner Arbeit über Luzk, bei der er Lebendigkeit des Augenzeugen mit kritischer Einstellung und Gründlichkeit des Fachmannes verbindet, schilderte er aber eine bedeutende Phase daraus und charakterisierte das Wesen der altösterreichischen Armee.
Nebenbei schrieb er Gedichte und Schauspiele. Für zwei seiner Dramen erhielt er den niederösterreichischen Landespreis und einige seiner Stücke wurden an Wiener Theatern aufgeführt. Im Drama „Krieg“ setzte er sich mit der Berechtigung zur Kriegsführung auseinander. Sein Talent zeigte er auch in Novellen und Romanen.

## Werke
- Schule des Patrouillendienstes. Braumüllers militärische Taschenbücher 2, 1895
- Die Ausbildung der Kompanie im Patrouillendienst. Braumüllers militärische Taschenbücher 5, 1897
- Irreguläre Kriege, in: Streffleur, 1901, Band. 4, 1902, Band. 1
- Aufgabenbeispiele aus dem Patrouillendienst. Braumüllers militärische Taschenbücher 18, 1905
- Die rote Hgn. In dieser Stunde, 4. Auflage (1908) (Erz.)
- Militärische Knabenspiele, 1910 (Zeichnungen von F. Schönpflug)
- Von Krieg und Kriegsvolk, 1913 (Illustrationen von K. A. Wilke)
- Luck. Der russische Durchbruch im Juni 1916. Gemeinsam mit A. Angenetter, 1919
- Romane in Zeitungen.; usw.
- Dramen: Krieg (aufgeführt 1905)
- Die Stärkere. Universalbibl. 5385, 1912
- Die Ehre der Frau, 1914, in Romanform. Philipps Bücherei 15, 1917
- Trude Lehmann, aufgeführt 1919; usw.